# Helleruplund Kirke
Helleruplund Kirke er en kirke i Hellerup, beliggende på Bernstorffsvej.
Kirken er opført af røde teglsten og har i facaden et 42 meter højt tårn, der krones af et kobberklædt pyramidespir. I det indre præges den af buehvælv i gulsten samt kor med glasmalerier.
Kirkebygningen er tegnet af arkitektkompagniskabet Arthur Wittmaack og Vilhelm Hvalsøe og opført 1955-1956.
Det Danske Drengekor har hjemsted i Helleruplund kirke.

## Eksterne kilder og henvisninger
- Wikimedia Commons har flere filer relateret til Helleruplund Kirke
- Helleruplund Kirke Arkiveret 31. januar 2011 hos  Wayback Machine hos nordenskirker.dk
- Helleruplund Kirke hos KortTilKirken.dk